# Mekarmulya (Pasirkuda)
Mekarmulya is een bestuurslaag in het regentschap Cianjur van de provincie West-Java, Indonesië. Mekarmulya telt 2921 inwoners (volkstelling 2010).